# ТЕС Републіка
ТЕС Републіка — теплова електростанція в Болгарії у місті Перник (півтора десятки кілометрів на південний захід від околиць столиці країни Софії).
Перший генеруючий об’єкт у Пернику почав роботу ще в 1918 році. У 1929-му тут запустили ТЕС потужністю 8 МВт. А на початку 1950-х почалось введення значно більшої електростанції, відомої як ТЕС Републіка. В 1951-му на її майданчику стали до ладу два блоки, кожен з яких мав один котел та одну парову турбіну. 
У 1958-му додали ще два блоки, які мали котли виробництва чеської компанії CKD (у блоку №3 продуктивністю 100 тон пари на годину, у блоку №4 з показником 125 тон пари). Також відомо, що потужність виробленого на Першому Брненському машинобудівному заводі турбогенератора №4 з турбіною типу PT/25/25 8/1/0.12 становила 25 МВт. 
Нарешті, в 1965-му запустили п’ятий блок потужністю 55 МВт, який також мав основне обладнання чеського виробництва – котел Першого Брненського машинобудівного заводу продуктивністю 220 тон пари на годину та турбогенераторний комплект компанії Skoda з турбіною T/55/55 9/0.12. В 1973-му внаслідок аварії ця турбіна була втрачена, проте за три роки її замінили новою такою ж.
Нарощування потужності ТЕС Републіка дозволило вивести з експлуатації у 1972-х роках стару ТЕС Перник (два її димарі висотою по 80 метрів достояли до початку 2010-х, коли були пошкоджені під час землетрусу 2012 року та невдовзі підірвані). 
У 1993-му блок №3 модернізували, встановивши у ньому турбіну з протитиском типу PR/84/590 782/2 потужністю 25 МВт, постачену брненським заводом. Того ж року вивели з експлуатації блоки №1 та №2.
Станом на кінець 2010-х в роботі залишався лише блок №5.
Станція розрахована на використання місцевого ресурсу бурого вугілля, проте у 2011-му котлу №3 також надали здатність використовувати природний газ (надходить в район Софії по Південному та Північному газопровідним напівкільцям).
Видача продукції відбувається по ЛЕП, розрахованій на роботу під напругою 110 кВ.